# În ceață
În ceață (în rusă В тумане) este un film dramatic de război cu partizani din 2012 scris și regizat de Serhii Loznîțea. Bazat pe o povestire omonimă de Vasil Bykaŭ, filmul urmărește rezistența partizanilor din Belarusul ocupat în timpul celui de-Al Doilea Război Mondial. Este o coproducție între Belarus, Germania, Letonia, Țările de Jos și Rusia. Rolurile principale au fost interpretate de actorii Vladimir Svirskii, Vladislav Abașin, Sergei Kolesov, Nikita Peremotov și Kirill Petrov. În rolul unui ofițer german apare actorul român Vlad Ivanov. Director de imagine este Oleg Mutu. 
Filmul a avut premiera mondială în competiția principală a celui de-al 65-lea Festival Internațional de Film de la Cannes la 25 mai 2012, unde a câștigat Premiul FIPRESCI. La Festivalul Internațional de Film de la Erevan din 2012, filmul a câștigat Caisa de Aur pentru cel mai bun lungmetraj.
Împreună cu filmul de debut al regizorului, Fericirea mea (din 2010), a fost proiectat în mai 2013 la Sala Union (Paul Călinescu) din București a Arhivei Naționale de Filme.

## Rezumat
În 1942, în Belarus, în timpul ocupației naziste, germanii se confruntă cu o rezistență puternică din partea partizanilor și se confruntă și cu ura localnicilor. Partizanii îl suspectează pe Sușenia, un verificator de cale ferată, de colaborare cu naziștii, deoarece el este singurul eliberat dintr-un grup de muncitori care au deraiat un tren german, restul fiind spânzurați. 
Doi partizani vin la casa lui Sușenia și îl conduc în pădure unde plănuiesc să-l împuște. Ei cad însă într-o capcană întinsă de germani care l-au rănit grav pe Burov, unul dintre partizani. Sușenia încearcă să-i salveze viața călăului său, cărându-l la spate pe partizanul rănit spre cel mai apropiat sat. Cu toate acestea, Sușenia încă rămâne sub suspiciunea colaborării cu germanii. El se plânge că a fost un locuitor al satului bine respectat și demn de încredere, care își creștea o familie în pace, înainte ca războiul să schimbe asta pentru totdeauna.
Prin scene flashback este dezvăluit că germanii i-au oferit arestatului Sușenia să devină informatorul lor secret, dar el a refuzat. El îi spune lui Burov că până și soția sa Anelia a început să se îndoiască dacă el este un trădător, iar el însuși ar fi preferat să fie executat împreună cu ceilalți.
În alte scene flashback este arătat cum a devenit Burov partizan după ce a incendiat un camion confiscat de ocupanți.

## Distribuție
- Vladimir Svirskii – Sușenia
- Vladislav Abașin – Burov, partizan
- Sergei Kolesov – Voitik, partizan
- Nikita Peremotov – Grișa
- Kirill Petrov – Koroban
- Dmitrii Kolosov – Mișuk
- Stepans Bogdanovs – Topceievski
- Dmitrii Bikovskii-Romașov –  Iaroșevici
- Igor Hripunov – Miroha
- Iulia Peresild – Anelia, soția lui Sușenia
- Nadejda Markina – mama lui Burov
- Vlad Ivanov – Hauptsturmführer Grossmeier

## Primire
În ceață are un rating de aprobare de 87% pe site-ul web al agregatorului de recenzii Rotten Tomatoes, pe baza a 31 de recenzii și o evaluare medie de 7,1/10. Consensul site-ului afirmă că: „Deși parcurge un teren narativ familiar – și este... previzibil uneori – În ceață se dovedește un antidot inteligent la filmele de acțiune de la Hollywood, ... care te pune pe gânduri”. Metacritic, care folosește o medie ponderată, a atribuit filmului un scor mediu de 78 din 100, pe baza a 15 recenzii, indicând recenzii „în general favorabile”.
Scriind pentru The Guardian, Peter Bradshaw a spus că a fost „o dramă intensă, cu ardere lentă și bântuitoare”.
Andrei Plahov în Kommersant a considerat că „...cel mai intrigant participant la competiție a fost, desigur, Serghei Loznița (Serhii Loznîțea) - un regizor care trăiește în Germania, filmează în limba rusă și provoacă dezbateri pasionate în Rusia... Mă grăbesc să-i liniștesc pe cei deosebit de nervoși: în noul film al regizorului, În ceață, filmat pe baza prozei lui Vasil Bykaŭ (genul este o dramă existențială), nu există nimic deosebit de șocant de material anti-patriotic. Prin urmare, va reprezenta Rusia destul de demn (compania privată GP Group a investit în această producție), precum și Belarus, Letonia și alte țări co-producătoare.”.
Stephen Dalton, în The Hollywood Reporter, a afirmat că „Filmele rusești despre ororile și faptele celui de-al Doilea Război Mondial au un pedigree impresionant, provenind, fără îndoială, din propaganda politică acuzatoare a erei sovietice... Loznîțea adaugă canonului aglomerat o abordare stilistică contrastantă, care reprezintă o meditație intimă asupra dilemelor faustiene cu care se confruntă cetățenii obișnuiți aflați sub un regim sadic. Filmul se termină puțin stângaci cu apariția unei cețe albicioase simbolice și o imagine previzibilă în afara ecranului. Odată cu această scenă, filmul însă încetează să mai fie o poveste despre un anumit război, transformându-se într-o reflecție universală asupra existenței umane, unde războiul este mai mult o alegorie a vieții, iar ceața este o metaforă a necunoscutului care vine. O călătorie uneori dificilă, dar în cele din urmă plină de satisfacții.”